# Europsko prvenstvo u košarci – Španjolska 2007.
Europsko prvenstvo u košarci 2007. je održano u Španjolskoj od 3. do 16. rujna, u gradovima Granadi, Palmi de Mallorci, Alicanteu, Sevilli. U završnici, odigranoj u Madridu, Rusija je pobijedila domaćina 60:59 i okitila se naslovom prvaka Europe. Najkorisnijim igračem (MVP-jem) prvenstva proglašen je Rus Andrej Kiriljenko.

## Izlučni dio natjecanja

### A skupina
1. kolo: 

Bugarska – Ukrajina 80:77

Švedska – Poljska 75:81

Ljestvica: Poljska, Bugarska 2, Ukrajina, Švedska 0.
2. kolo: 

Poljska – Bugarska 75:68

Ukrajina – Švedska 66:61

Ljestvica: Poljska 4, Ukrajina, Bugarska 2, Švedska 0.
3. kolo: 

Bugarska - Švedska 82:90

Poljska – Ukrajina 74:58

Ljestvica: Poljska 6, Ukrajina, Bugarska, Švedska 2.
4. kolo:

Poljska – Švedska 88:67

Ukrajina – Bugarska 92:61

Ljestvica: Poljska 8, Ukrajina 4, Švedska, Bugarska 2.

### B skupina
1. kolo:

Izrael – BiH 88:81

Portugal - Makedonija 108:90

Ljestvica: Portugal, Izrael 2, BiH, Makedonija 0.
2. kolo: 

BiH – Portugal 78:80

Makedonija – Izrael 90:87

Ljestvica: Portugal 4, Izrael, Makedonija 2, BiH 0.
3. kolo: 

Makedonija – BiH 81:77

Izrael – Portugal 61:67

Ljestvica: Portugal 6, Makedonija 4, Izrael 2, BiH 0.
4. kolo: 

BiH – Izrael 85:63

Makedonija – Portugal 83:63

Ljestvica: Makedonija, Portugal 6, BiH, Izrael 2.

### C skupina
1. kolo: 

Češka – Belgija 85:67

Rusija – Mađarska 82:62

Ljestvica: Češka, Rusija 2, Mađarska, Belgija 0.
2. kolo: 

Belgija - Rusija 91:80

Mađarska – Češka 76:80

Ljestvica: Češka 4, Rusija, Belgija 2, Mađarska 0.
3. kolo: 

Rusija - Češka 104:81

Belgija – Mađarska 59:73

Ljestvica: Rusija, Češka 4, Mađarska, Belgija 2.
4. kolo: 

Mađarska – Rusija 70:76

Belgija – Češka 61:74

Ljestvica: Rusija, Češka 6, Mađarska, Belgija 2.

### D skupina
1. kolo: 

Hrvatska - Letonija 84:56

Estonija – Danska 51:50

Ljestvica: Hrvatska, Estonija 2, Danska, Letonija 0.
2. kolo: 

Danska – Hrvatska 67:92

Letonija – Estonija 87:57

Ljestvica: Hrvatska 4, Estonija, Letonija 2, Danska 0.
3. kolo: 

Hrvatska – Estonija 76:47

Danska - Letonija 74:90

Ljestvica: Hrvatska 6, Letonija 4, Estonija 2, Danska 0.
4. kolo: 

Danska – Estonija 69:68

Letonija – Hrvatska 70:78

Ljestvica: Hrvatska 8, Letonija, Estonija, Danska 22.

## Ždrijeb skupina
U Madridu su 19. listopada 2006. ždrijebom određene skupine. Jakosne skupine prije ždrijeba su bile određene prema rezultatima EP-a 2005. i SP-a 2006.:
Prva: Grčka, Španjolska, Njemačka, Francuska
Druga: Litva, Slovenija, Hrvatska, Rusija
Treća: Italija, Turska, Srbija, Letonija
Četvrta: Češka, Portugal, Poljska, pobjednik dod. izlučnog natjecanja
Rezultati ždrijeba:
| Grupa A Granada            | Grupa B Sevilla                      | Grupa C Palma de Mallorca   | Grupa D Alicante                    |
| -------------------------- | ------------------------------------ | --------------------------- | ----------------------------------- |
| Grčka Rusija Srbija Izrael | Španjolska Hrvatska Latvija Portugal | Njemačka Litva Češka Turska | Italija Francuska Poljska Slovenija |